# Пабна
Пабна (англ. Pabna, бенг. পাবনা) — упазіла та місто в Бангладеш, розташоване на північному березі річки Падми (головного спільного рукаву Гангу, адміністративний центр округу Пабна.
Місто розташоване у чотирьох годинах їзди від столиці країни, Даки, дорога до якої проходить через багатофункціональний міст Джамуна. Біля Пабни Падму перетинає міст Хардіндж, головна зв'язуюча ланка між Північним та Західним Бангладеш. До Розділу Британської Індії тут проходила головна залізниця з Калькутти до Ассаму.
Місто є важливим промисловим центром, особливо виробництва текстилю. У місті знаходиться багато освітніх установ, зокрема медичний коледж, політехнічний інститут та інші. Тут знаходиться велика звичайна лікарня, кілька приватних лікарень та єдина психіатрична лікарня країни.